# Club Deportivo y Social Sachapuyos
El Club Deportivo y Social Sachapuyos es un club de fútbol de Perú, de la ciudad de Chachapoyas en el Departamento de Amazonas. Fue fundado el 5 de septiembre de 1952 y juega en la Copa Perú

## Historia
El club fue fundado por Gonzalo Discorides Servan Caro, el 5 de septiembre de 1952. Por aquellos tiempos, surgió la idea de crear un club entre un grupo de amigos que se juntaban constantemente en la época de vacaciones. Tras una serie de reuniones en la sastrería de Alfonso Flores, uno de los jugadores más destacados del barrio del jirón Amazonas, se decidió formar el equipo y, a la vez, se eligió el término Sachapuyos por varias razones: nombre de los pobladores del reino Sachapuyos, nombre de hombres y mujeres laboriosos y, sobre todo, porque su significado es "guerrero del monte y la nube". Juega en la actualidad el campeonato de la Copa Perú y es uno de los equipos más conocidos y populares de la Región Amazonas. Su nombre se lo debe a los "Sachapuyos", antiguo pueblo guerrero que habitaba esta región del país.
Fue campeón departamental de Amazonas por primera vez en 1977 por lo que clasificó a la Etapa Regional de la Copa Perú 1978. Integró la Región III de esa etapa donde quedó eliminado por Deportivo Aviación de Iquitos y DUS de Juanjuí.
El arranque de los años noventa lo terminó de catapultar como el equipo más importante en la historia de Amazonas, pese a ser uno de los cuatro departamentos que nunca ha tenido fútbol de Primera División (junto a Apurímac, Huancavelica y Madre de Dios): obtuvo el título Departamental en 1996, 1997, 1999, 2000 y 2002, por lo que automáticamente tomó parte de la Etapa Regional; no obstante, en esta instancia su fortuna siempre fue desdichada. Lo más cerca que estuvo de acceder al hexagonal final fue en la Copa Perú 1996, temporada donde fue eliminado en la final regional por Colegio Nacional de Iquitos tras caer 1-0 en ambos partidos.
En la década siguiente dejó de ser protagonista excluyente no solo en el Departamento de Amazonas, sino también en la Provincia de Chachapoyas y el propio distrito de Chachapoyas. En un par de temporadas, el equipo que viste con casaquilla blanquirroja (inspirado en los colores de la Selección, River Plate y Deportivo Municipal, como quedó sentado en el acta de fundación) pasó apuros en la Liga Distrital y rozó el descenso: en 2010 y 2011 salvó la categoría solo por un punto de diferencia.
En 2017 obtuvo el campeonato distrital de Chachapoyas, subcampeonato provincial de Chachapoyas y el subcampeonato departamental de Amazonas lo que le dio derecho a participar de la etapa Nacional de la Copa Perú 2017 donde obtuvo una posición final de 27.º puesto, muy cerca de llegar al top 24 y la siguiente instancia. En 2018 fue eliminado en la semifinal de la Etapa Departamental por Bagua Grande FC luego de empatar 1-1 de local y perder 3-2 en Bagua Grande.
En 2022 llegó hasta la Etapa Departamental donde fue eliminado en semifinales por Unión Santo Domingo con un marcador global de 3-2 (derrota 3-0 en la ida y victoria 2-0 en la vuelta). Regresó a una Etapa Departamental en 2025, siendo eliminado al terminar en segundo lugar del grupo B detrás de Bagua FC.

## Uniforme
- Uniforme titular.- Camiseta blanca con franja roja, pantalón negro, medias negras.
- Uniforme alternativo.- Camiseta negra con franja roja, pantalón negro, medias negras.

## Entrenadores
- Facundo Meneses (2025)

## Palmarés

### Torneos regionales
| Competición regional                 | Títulos                                               | Subcampeonatos          |
| ------------------------------------ | ----------------------------------------------------- | ----------------------- |
| Liga Departamental de Amazonas (9/1) | 1977, 1990, 1993, 1995, 1996, 1997, 1999, 2000, 2002. | 2017.                   |
| Liga Provincial de Chachapoyas (6/2) | 1977, 1990, 2002, 2012, 2018, 2022.                   | 2017, 2019.             |
| Liga Distrital de Chachapoyas (3/4)  | 2002, 2017, 2018.                                     | 2012, 2019, 2022, 2025. |